# 아고타 크리스토프

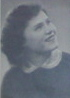

아고타 크리스토프(프랑스어: Agota Kristof, 헝가리어: Kristóf Ágota 크리슈토프 아고터[*], 1935년 10월 30일 ~ 2011년 7월 27일)는 스위스에 거주하면서 프랑스어로 창작 활동을 했던 헝가리인 소설가이다.

## 생애
아고타 크리스토프는 헝가리의 치크반드(Csikvánd)에서 태어났다. 어린 시절 제2차 세계 대전을 겪으며 성장했으며 작품 속에 등장하는 많은 사건들이 아고타 크리스토프가 직접 경험했던 일이다. 14세 때 기숙학교에 들어가면서 부모님과, 그녀와 가깝게 지냈던 오빠와 떨어져 지내는 이별의 고통을 경험했고, 마르크스주의를 가르치는 학교는 그녀에게 감옥과도 같은 곳이었다.
1956년 헝가리 혁명의 여파를 피해 21세의 나이로 나라를 떠났다. 역사 교사였던 남편과 갓난 아이를 데리고 피난한 곳은 스위스의 뇌샤텔(Neuchâtel)이었다. 스위스에서 시계 공장 일을 하며 5년이상을 가난과 싸우며 보내다가 그녀는 공장도 그만두고 남편과도 헤어졌다. 소설을 쓰기 위해 불어를 공부하기 시작했다.
자신의 젊은 시절을 말하기 위해 글을 쓰고 싶었지만, 그렇다고 슬픔 속에 침몰하지는 않았다. 그녀의 소설에는 자전적 요소가 많이 담겨 있지만 우울과 분노와 고통을 동정도 눈물도 없이, 차라리 유머러스하게 그려내고 있다.

## 작품
작가로서 크리스토프의 시작은 시와 희곡이었지만 그리 성공적이진 않았다. 1986년에 내놓은 첫 소설 '비밀 노트'는 뒤이을 삼부작의 첫번째였고 2년 뒤에 '타인의 증거'와 마지막인 '세번째 거짓말'(한국어판은 '50년간의 고독')으로 출간되었다. 삼부작의 주요 테마는 전쟁과 파괴, 사랑과 고독, 약속, 맹목, 욕망과 손실, 진실과 허구 등 다양하다.
비밀 노트로 그녀는 유러피안 프라이즈 불문학 부분(the European prize for French literature)을 수상했다. 30개 이상의 언어로 번역되었다. 비정한 장면들을 수십개 그려내고 그것을 모자이크하는 느낌으로 소설을 구성했다. 자신과 오빠를 주인공 쌍둥이의 모델로 삼았다. 절망의 연속인 상황속에서 그들은 도덕에 구애받지 않는다. 그들은 비밀 노트에 자신들의 경험과 죄악을 꼼꼼하게 기록한다.
1995년에는 '어제'를 출간했고, 2004년에는 자전소설인 '문맹'(L'analphabète)을 출간했다. 어린아이였을 때 그녀가 얼마나 독서를 사랑했는지, 그녀가 기숙학교에서 얼마나 힘들었는지, 오스트리아를 건너 스위스에 올때까지 얼마나 고생했는지 등을 느낄 수 있다.
그녀는 2011년에 뇌샤텔의 자택에서 죽었다. 유품은 베른의 스위스 문학 아카이브에 기증되었다.

## 영향
비디오게임 마더 3(en:Mother 3)가 '비밀 노트'에서 소재를 얻었다. 비밀 노트는 2013년에 en:The Notebook (2013 film)으로 영화화되었다. 《헤멜로스》라는 이름의 연극으로 개작되어 세계 곳곳에서 공연하고 있다.
영화 en:Brucio nel vento (I burn in the Wind, 2002)는 '어제'를 원작으로 했다.

## 문헌
- 존재의 세가지 거짓말
  - 1986: 비밀 노트 Le grand cahier / The Notebook
  - 1988: 타인의 증거 La preuve / The Proof
  - 1991: 50년간의 고독 Le troisième mensonge / The Third Lie
- 1998: L'Heure grise et autres pièces
- 1995: 어제 Hier / Yesterday
- 2004: L'analphabète / The Illiterate
- 2005: 아무튼 C'est égal
- 2005: Où es-tu Mathias?
- 2007: Le Monstre et autres pièces